# Julia Dent Cantacuzino Spiransky-Grant
Julia Dent Grant Cantacuzino Spiransky, Princesa Cantacuzene, Condessa Spiransky (6 de junho de 1876 - 4 de outubro de 1975) foi uma autora e historiadora americana. Ela era a filha mais velha de Frederick Dent Grant e sua esposa Ida Marie Honoré, e a primeira neta do Presidente Ulysses S. Grant. Em 1899, ela se casou com o príncipe Mikhail Cantacuzene, um general e diplomata russo.

## Biografia

### Início da vida
Julia Dent Grant nasceu na Casa Branca em 6 de junho de 1876. Ela foi a primeira criança de Frederick Dent Grant e sua esposa Ida Marie Honoré (1854-1930), filha de Henry Honoré, de ascendência francesa, que fez sua fortuna imobiliária em Chicago. Ela foi nomeada em homenagem a sua avó, a primeira-dama Julia Grant nascida Dent. Na época de seu nascimento, seu pai foi designado para o 4ª US Regimento de Cavalaria com o posto de tenente-coronel. Quando Julia tinha 5 anos, seu pai tirou uma licença de ausência do Exército para ajudar seu pai, o ex-presidente Grant, em escrever suas memórias.

### Casamento e família
Julia conheceu o príncipe Mikhail Cantacuzene, que foi anexado à embaixada russa em Roma. O Príncipe Mikhail Cantacuzene, era filho do príncipe Mikhail Rodionovich Cantacuzene e Elizabeth Siscard.

### Crianças
- Príncipe Mikhail Mikhailovitch Cantacuzene, Conde Speransky (21 de julho de 1900, St. Petersburg—Dezembro de 1972), casou em primeiro lugar com Clarissa Curtis, filha de Thomas Pelham Curtis e Frances Kellogg Small, casou em segundo lugar com Florence Bushnell Carr, casou em terceiro lugar Florence Clarke Corredor. Ele tinha um filho e uma filha de seu primeiro casamento.[2] [3]
- Princesa Barbara Mikhailovna Cantacuzene, Condessa Spiransky (27 de março de 1904, St. Petersburg—1991) casou em primeiro lugar Bruce Smith,  casou em segundo lugar com William Durrell Siebern.[4] Ela era conhecida como Bertha. Ela teve um filho com seu primeiro marido, chamado Bruce Smith, também.
- Princesa Zinaida Mikhailovna Cantacuzene, condessa Speransky (b. 17 de setembro de 1908, St. Petersburg—1984) se casou com Sir John Coldbrook Hanbury-Williams, filho do Major-General Sir John Hanbury-Williams e Annie Emily Reiss. Ela era conhecida como Ida. Ela teve três filhos, um filho e duas filhas.

### Vida posterior
Ela foi uma dos fundadores da Sulgrave Clube, onde almoçou regularmente até 1970. Ela era ativo na comunidade russa Branca, em Washington. Ela ficou cega antes dos 80 anos de idade, mas recuperou a visão parcial de duas semanas antes de seu aniversário de 90 anos. Ela morreu em Washington, em 4 de outubro de 1975, com 99 anos de idade, está enterrado na Catedral Nacional de Washington.